# Chhaprabhatha
Chhaprabhatha là một thị trấn thống kê (census town) của quận Surat thuộc bang Gujarat, Ấn Độ.

## Nhân khẩu
Theo điều tra dân số năm 2001 của Ấn Độ, Chhaprabhatha có dân số 23.411 người. Phái nam chiếm 57% tổng số dân và phái nữ chiếm 43%. Chhaprabhatha có tỷ lệ 73% biết đọc biết viết, cao hơn tỷ lệ trung bình toàn quốc là 59,5%: tỷ lệ cho phái nam là 78%, và tỷ lệ cho phái nữ là 66%. Tại Chhaprabhatha, 14% dân số nhỏ hơn 6 tuổi.